# Prix de la première œuvre
Der Prix de la première œuvre (Preis des ersten Werks) ist ein frankophon-belgischer Literaturpreis. Er wurde erstmals 1997 überreicht. Seither wird er jährlich übergeben und ist mit 5000 Euro dotiert. Träger sind Autoren, die ihr erstes Werk veröffentlicht haben.

## Preisträger
- 1997: Élisa Brune, Fissures, L'Harmattan
- 1998: Laurence Vielle, Zébuth ou l'Histoire ceinte, théâtre, éditions de l'Ambedui
- 1999: Claire Huynen, Marie et le vin, éditions du Cherche Midi
- 2001: Malika Madi, Nuit d'encre pour Farah, éditions du Cerisier
- 2002: Régine Vandamme, Ma mère à boire, Le Castor Astral
- 2003: Diane Meur, La Vie de Mardochée de Löwenfels écrite par lui-même, Sabine Wespieser éditeur
- 2005: Yun-Sun Limet, Les Candidats, éditions de la Martinière
- 2006: Marianne Sluszny, Toi Cécile Kovalsky, éditions La Différence
- 2007: Marc Pirlet, Le Photographe, éditions Labor
- 2008: Charly Delwart, Circuit, éditions du Seuil
- 2009: Martine Wijckaert, Table des matières, théâtre, éditions L'une & L'autre
- 2010: Valérie de Changy, Fils de Rabelais, éditions Aden